# Маркус Андре Кааса
Маркус Андре Кааса (норв. Markus André Kaasa, нар. 15 липня 1997, Шієн, Норвегія) — норвезький футболіст, півзахисник клубу «Молде».

## Клубна кар'єра
Маркус Андре Кааса починав футбольну кар'єру у клубі «Одд» зі свого рідного міста Шієн. З 2016 року футболіста почали залучати до матчів першого складу. За «Одд» Кааса провів сто матчів.
У січня 2022 року футболіст приєднався до віце-чемпіона Норвегії «Молде». 13 березня він дебютував у новій команді, коли вийшов на заміну у матчі на кубок Норвегії проти свого колишнього клубу «Одд».

## Титули і досягнення
- Чемпіон Норвегії (1):

«Молде»: 2022
- Володар Кубка Норвегії (2):

«Молде»: 2021-22, 2023